# Kuwait i olympiska sommarspelen 1992
Kuwait deltog i de olympiska sommarspelen 1992 med en trupp bestående av 32 deltagare, men ingen av landets deltagare erövrade någon medalj.

## Fotboll
Herrar
Gruppspel
|             | Spelade | Vinster | Oavgjorda | Förluster | Gjorda mål | Insläppta mål | Poäng |
| ----------- | ------- | ------- | --------- | --------- | ---------- | ------------- | ----- |
| Polen U23   | 3       | 2       | 1         | 0         | 7          | 2             | 5     |
| Italien U23 | 3       | 2       | 0         | 1         | 3          | 4             | 4     |
| USA U23     | 3       | 1       | 1         | 1         | 6          | 5             | 3     |
| Kuwait U23  | 3       | 0       | 0         | 3         | 1          | 6             | 0     |

## Friidrott
Herrarnas 110 meter häck
- Zeiad Al-Kheder
  - Heat — 14,51 (→ gick inte vidare)

Herrarnas tresteg
- Marsoq Al-Yoha
  - Kval — 16,75 m (→ gick inte vidare)

Herrarnas spjutkastning
- Ghanim Mabrouk
  - Kval — NM (→ gick inte vidare)

Herrarnas släggkastning
- Waleed Al-Bakheet
  - Kval — 63,94 m (→ gick inte vidare)

## Fäktning
Herrarnas värja
- Mohamed Al-Hamar